# Экман, Пол
Пол Экман (англ. Paul Ekman, род. 15 февраля 1934, Вашингтон) — американский психолог, профессор Калифорнийского университета в Сан-Франциско, специалист в области психологии эмоций, межличностного общения, психологии. Консультант популярного телесериала «Обмани меня» («Lie to me»), а также прототип его главного героя, доктора Лайтмана.
П. Экман известен как автор научных работ и популярных книг о распознавании лжи по мимике человека. В XXI веке его концепция о взаимосвязи непроизвольных движений тела и мимики подвергается научной критике.

## Биография
Пол Экман родился в 1934 году в Вашингтоне (округ Колумбия) в еврейской семье. Его детство прошло в городах Ньюарк (Нью-Джерси), Вашингтон (Колумбия), Южной Калифорнии и в штате Орегон. Получил образование в Университете Чикаго и Нью-Йоркском университете.

## Научная деятельность
Профессор Калифорнийского Университета в Сан-Франциско, исследователь и автор известных работ, посвящённых исследованию невербального поведения (мимики и жестов). Является автором более 100 статей, имеет несколько почётных докторских степеней. Экман был признан одним из наиболее влиятельных психологов XX века Американской психологической ассоциацией (наряду с У. В. Фризен, Хагардом), но несмотря на это, Экман находится на 59-м месте по цитируемости американских психологов, а его работы были подвергнуты сомнениям и критике. В 2009 году журнал Time включил его в список 100 самых влиятельных людей в мире.
Экман в конечном итоге продолжил работу над кандидатской диссертацией по клинической психологии в Университете Адельфи в 1958 году, после однолетней стажировки в Нейропсихиатрическом институте Лэнгли Портера. Он прослужил два года в качестве первого лейтенанта и главного психолога в Форт-Диксе, Нью-Джерси. Затем вернулся в Лэнгли Портер, где в 1972 году стал профессором психологии в Медицинской школе Сан-Франциско. В 2004 году вышел на пенсию.
Он начал свои исследования микродвижений в конце 1950-х годов, уделяя особое внимание движениям рук и жестам. В 1965 году, после получения гранта от Управления перспективного планирования оборонных научно-исследовательских работ США, Экман впервые стал заниматься изучением выражений лица и эмоций. В 1967—68 годах он совершил путешествие в Папуа-Новую Гвинею в целях исследования невербального поведения изолированных племён, живущих в «каменном веке». Его исследования подтвердили мнение Дарвина о том, что выражения лица являются универсальными. Впоследствии Экман совместно с У. В. Фризен впервые разработал единственный комплексный инструмент для объективного измерения движений лица — «Система кодирования лицевых движений» (FACS), которая была опубликована в 1978 году, а в 2003 году вышло обновлённое издание (при участии третьего автора — J. Hager).
Впоследствии Экман начал сотрудничество с Терри Сейновски, чтобы доказать теорию о том, что нейронные сети могут быть использованы для автоматичного анализа выражений лица людей. Работа продолжается под руководством компании «Emotient», в которой доктор Экман является членом консультативного совета. Компания «Emotient» является ведущей организацией в области изучения и анализа выражений лица.
В 1967 году Экман начал изучение феномена лжи с исследования клинических случаев, когда пациенты, попавшие в стационар из-за попытки самоубийства, начинают утверждать, что им стало намного лучше. Изучая видеозаписи в замедленной съёмке, Экман и Уолли Фризен увидели скрытые отрицательные эмоции в «микровыражениях» лица.
В 1971 году Экман был удостоен награды Национального института психического здоровья (НИПЗ) за достижения в сфере научных исследований. Позднее он получал эту награду в 1976, 1981, 1987, 1991 и 1997 годах. НИПЗ продолжал поддерживать изыскания Экмана стипендиями, грантами и премиями в течение 40 лет.
В 2004 году он уволился из Университета Калифорнии. Пол Экман уже более тридцати лет обнародует результаты своих исследований для широкой аудитории, а также в настоящий момент возглавляет «Paul Ekman Group», небольшую компанию, занимающуюся разработкой устройств для тренировок способностей к определению эмоций и микровыражений.
Он является автором таких книг, как «Face of Man» (1980), «Telling Lies» (издана в 1985, 1992 и 2001), «Why Kids Lie» (1989), «Emotions Revealed», (2003), «New Edition» (2009) «Telling Lies, Dalai Lama-Emotional Awareness» (2008) и «New Edition Emotions Revealed» (2007). Экман является также соавтором книги «Система кодирования лицевых движений» (1978).
Он часто даёт консультации по выражениям эмоций адвокатам, судьям и полицейским, различным государственным учреждениям, в частности ФБР и ЦРУ, а также корпорациям, в том числе анимационным киностудиям Pixar, Industrial Light and Magic.
Статьи и интервью с доктором Экманом появлялись в «Time Magazine», «Smithsonian Magazine», «Psychology Today», «The New Yorker» и в других как американских, так и зарубежных журналах. Его статьи публиковались в «New York Times» и «Washington Post».
Пол Экман появлялся в шоу «48 Hours», «Dateline», «Good Morning America», «20/20», «Larry King», «Oprah», «Johnny Carson» и в телепрограммах «PBS NewsHour» и «The Truth About Lying».

## Критика
Пол Экман неоднократно подвергался критике, его выводы неоднократно ставили под сомнение исследователи и журналисты. Критики утверждают, что согласованность эмоций и мимики преувеличена, а научно-популярные книги Экмана дезинформируют общество. Так, в научной работе «Perceptions of Emotion from Facial Expressions are Not Culturally Universal: Evidence from a Remote Culture» заявляется, что исследования Пола и прочих психологов XX века, связанных с вопросами универсальностью мимики, имеют большое количество проблем, связанных с достоверностью и репрезентативностью. Также исследование, изучающее поведение народа хадза косвенно доказывает факт антинаучности заявлений о существовании универсальной мимики, ибо у народа Хадза используется совершенно другая мимика в тех или иных эмоциях, чем у европейских народов. По мнению исследователей, мимика не имеет единой зависимости от эмоций.
В масштабном исследовании о невербальном общении и мимике учёные пришли к выводу, что из-за распространённости псевдонаучного мнения о существовании универсальной мимики ставится угроза безопасности отдельного человека или страны, а также угроза справедливому правосудию, ибо всё больше сотрудников правоохранительных органов или простых жителей делают поспешные выводы о намерениях людей или об их виновности и невиновности. Это приводит к печальным последствиям для отдельных людей и общества в целом. Согласно исследованию об эффективности программ по выявлению лжи в аэропортах было выяснено, что подобные программы не имеют никакой эффективности, нисколько не улучшают уровень безопасности. В научной работе, проведённой АПА, исследователи анализировали выявление лжи сотрудниками правоохранительных органов с разным опытом (учащихся, новобранцев и опытных служащих) и пришли к выводу, что сотрудники вне зависимости от продолжительности работы одинаково неспособны эффективно понимать эмоции человека по мимике.
В опубликованном в 2006 году исследовании учёные обнаружили, что анализ мимики не позволяет обнаружить ложь: испытуемые верно определяли ложь в 54 % случаев, что эквивалентно случайному угадыванию. В метаанализе 2014 года было продемонстрировано, что наибольшего успеха в обнаружением лжи можно добиться анализом речи человека, а не его эмоций. Этот вывод противоречит утверждениям Пола Экмана.

### Оригинальные издания
- Ekman P., Friesen W. Facial Action Coding System. Consulting Psychologists Press, Inc. 1978.
- Ekman P, Irwin W., Rosenberg E. L. EMFACS-7. — 1994.
- Ekman P., Friesen W. V., Hager J. C. Facial Action Coding System: the Manual. — 2nd edition. — Salt Lake City: Research Nexus eBook, 2002.
- Ekman P., Friesen W. V., Hager J. C. Facial Action Coding System: Investigator’s Guide. — 2nd edition. — Salt Lake City: Research Nexus eBook, 2002.
- Ekman P., Friesen W. Unmasking the Face: A guide to recognize emotions from facial clues. Prentice-Hall, Inc. 1975.
- Ekman P. Emotions Revealed — Recognizing Faces and Feelings to Improve Communication and Emotional Life. — 2nd edition. — 2007.
- Ekman P. (1964). Body position, facial expression and verbal behavior during interviews. Journal of Abnormal and Social Psychology, 68, 295—301.
- Ekman P. (1965). Differential communication of affect by head and body cues. Journal of Personality and Social Psychology, 2, 725—735.
- Ekman P., Friesen W. V. (1969). The repertoire of nonverbal behavior. Semiotica, 1, 49-98.
- Ekman P., Friesen W. V., Tomkins S. S. (1971). Facial affect scoring technique: A first validation study. Semiotica, 3, 37-58.
- Ekman P. (1973). Cross-cultural studies of facial expression. In P. Ekman (Ed.), Darwin and facial expression: A century of research in review (pp. 169–222.). New York: Academic.
- Ekman P., Schwartz G. E., Friesen W. V. (1978). Electrical and visible signs of facial action. San Francisco, California: Human Interaction Laboratory, University of California San Francisco.
- Ekman P., Friesen, W. V. (1978). Facial action coding system. Palo Alto, CA: Consulting Psychologists Press.
- Ekman P., Friesen W. V., Ancoli S. (1980). Facial signs of emotional experience. Journal of Personality and Social Psychology, 39, 1125—1134.
- Ekman P. (1980). Facial asymmetry. Science, 209, 833—834.
- Ekman P., Friesen W. V. (1982). Rationale and reliability for EMFACS.
- Ekman P., Friesen W. V., O’Sullivan M. (1988). Smiles when lying. Journal of Personality and Social Psychology, 54, 414—420.
- Ekman P. (1992). An argument for basic emotions. Cognition and Emotion, 6, 169—200.
- Ekman P. (1993). Facial expression and emotion. American Psychologist, 48, 384—392.
- Ekman P., Rosenberg E., & Hager J. (1998). Facial Action Coding System Aect Interpretive Database (FACSAID), from http://nirc.com/Expression/FACSAID/facsaid.html
- Ekman P., Friesen W. V., Hager J. C. (Eds.). (2002). Facial action coding system: Research Nexus Network Research Information, Salt Lake City, UT.
- Ekman P., Rosenberg E. (Eds.). (2005). What the face reveals (2nd ed.). New York, NY: Oxford.

### Русскоязычные издания
- Экман, Пол. Почему дети лгут. — М.: Педагогика-Пресс, 1993. — 272 с. — ISBN 5-7155-0660-3.
- Экман, Пол. Психология лжи [= Telling Lies: Clues to Deceit in the Marketplace, Politics, and Marriage] / Пер. с англ. Н. Исуповой, Н. Мальгиной, Н. Миронова, О. Тереховой. — СПб.: Питер, 1999 (2000, 2003, 2008, 2009, 2010). — 270 с. — ISBN 5-314-00117-9; ISBN 978-5-91180-526-5.
- Экман, Пол. Психология лжи. Обмани меня, если сможешь. — 2-е издание. — СПб.: Питер, 2010. — 304 с. — ISBN 978-5-498-07580-8. — (Сам себе психолог.)
- Экман, Пол., Фризен У. Узнай лжеца по выражению лица [= Unmasking the Face: A Guide to Recognizing Emotions from Facial Clues] / Пер. с англ. В. Кузина. — СПб.: Питер, 2010. — 272 с. — ISBN 978-5-498-07643-0.
- Экман, Пол. Психология эмоций [= Emotions Revealed: Recognizing Faces and Feelings to Improve Communication and Emotional Life] / Пер. с англ.: В. Кузин. — СПб.: Питер, 2010. — 336 с. — ISBN 978-5-498-07705-5.
- Далай-лама, Экман, Пол. Мудрость Востока и Запада. Психология равновесия [= Emotional Awareness] / Пер. с англ.: В. Кузин. — СПб.: Питер, 2010. — 304 с. — ISBN 978-5-498-07867-0, 978-0-8050-9021-5
- Экман, Пол. Узнай лжеца по выражению лица / Пер. с англ. — СПб.: Питер, 2013. — 272 с. — (Сам себе психолог.)

## Награды и почётные звания
- 1985 — Faculty Research Lecturer (Калифорнийский университет, Сан-Франциско)
- 1991 — Distinguished Scientific Contribution Award (награда Американской ассоциации психологов)
- 1994 — Honorary Doctor of Humane Letters, (Чикагский университет)
- 1998 — William James Fellow Award (награда Американского общества психологов)
- 2001 — Американская психологическая ассоциация назвала Пола Экмана одним из самых цитируемых американских психологов XX века (находится на 59-м месте по цитируемости)[5].
- 2008 — Honorary Doctor of HUmane Letters (Университет Адельфи[англ.])